# 郭淑珍 (1908年)
郭淑珍（1908年—1997年2月25日），女，吉林梨树人，中华人民共和国农民，全国劳动模范，第五届全国人大代表。